# Singapore Slingers
Die Singapore Slingers waren eine professionelle Basketball-Mannschaft der australasischen National Basketball League (NBL) aus Singapur. Das Team gründete sich vor der Saison 2006/07 aus den umbenannten Hunter Pirates und verließ die NBL nach der Saison 2007/08. Anschließend spielte es bis zur Saison 2023 in der ASEAN Basketball League, bevor es sich auflöste.

## Erfolge
- Playoff-Teilnahmen (1): 2007

## Saisonbilanzen
- Meister der NBL
- Vizemeister der NBL

| Saison  | Platz | Spiele | Siege | Niederlagen | Siegquote in % | PlayOffs                  |
| ------- | ----- | ------ | ----- | ----------- | -------------- | ------------------------- |
| 2006/07 | 8     | 33     | 13    | 20          | 39,4           | im Viertelfinale verloren |
| 2007/08 | 12    | 30     | 6     | 24          | 20,0           | nicht qualifiziert        |

## Trainerhistorie
- Gordon McLeod: 2006–2008